# Quaderni storici
Quaderni storici es una de las revistas especializadas en Historia más relevantes de Italia, y la de mayor repercusión internacional, que se viene publicando desde 1966, actualmente con periodicidad cuatrimestral.
Sus campos de interés son fundamentalmente la Historia económica y social, y disciplinas historiográficas más específicas, como la historia de género y la microhistoria, siendo el lanzamiento internacional de esta última responsabilidad en buena parte de Quaderni Storici y los historiadores italianos vinculados a ella, como Carlo Ginzburg. Han publicado en esta revista numerosos historiadores italianos e internacionales, como Alberto Caracciolo, Maurice Aymard, Peter Burke, Carlo Poni, Pasquale Villani, Christiane Klapisch, Gianna Pomata)...